# Steve Hunter
Stephen John Hunter (14 de junio de 1948) es un guitarrista estadounidense, popular por sus colaboraciones con Lou Reed y Alice Cooper. Hunter inicialmente tocó en la banda de Mitch Ryder, donde inició una larga asociación con el productor Bob Ezrin. Steve Hunter ha tocado algunos de los riffs de guitarra más populares en la historia del rock, incluyendo el primer solo en la versión de Aerosmith de la canción "Train Kept A Rollin'", la introducción acústica de la canción "Solsbury Hill" de Peter Gabriel, además de componer el interludio para la versión en vivo de "Sweet Jane" de Lou Reed.

## Discografía

### Solista
- 1977 - Swept Away (Atco)
- 1989 - The Deacon (IRS)
- 2008 - Hymns for Guitar (Deacon Records)
- 2008 - Short Stories
- 2013 - The Manhattan Blues Project (Deacon Records)
- 2014 - Tone Poems Live (Singular Recordings/Gokuhi)

## Otras colaboraciones
- 1971 - Detroit (Mitch Ryder)
- 1973 - Berlin (Lou Reed)
- 1973 - Billion Dollar Babies (Alice Cooper)
- 1974 -	Greatest Hits (Alice Cooper)
- 1974 -	Rock 'n' Roll Animal (Lou Reed)
- 1974 -	Out of the Storm (Jack Bruce)
- 1974 -	Get Your Wings (Aerosmith)
- 1975 - Ain't It Good to Have It All (Jim & Ginger)
- 1975 -	Hollywood Be Thy Name 	(Dr. John)
- 1975 - Lou Reed Live 	(Lou Reed)
- 1975 - Welcome to My Nightmare (Alice Cooper)
- 1976 - Alice Cooper Goes to Hell 	(Alice Cooper)
- 1976 - Glass Heart (Allan Rich)
- 1977 - Peter Gabriel (Peter Gabriel)
- 1977 -	Lace And Whiskey (Alice Cooper)
- 1977 - The Alice Cooper Show (Alice Cooper)
- 1977 - The Band Milwaukee Made Famous (Bad Boy)
- 1978 - Night Flight (Yvonne Elliman)
- 1980 - The Rose (Bette Midler)
- 1980 - Don't Look Back (Natalie Cole)
- 1989 - H Factor (con Pete Haycock y Derek Holt)[4]
- 1989 - Night Of The Guitar Live
- 1991 - A Little Ain't Enough (David Lee Roth)
- 1991 - Help Yourself (Julian Lennon)
- 1992 - The Best of Flo & Eddie (Flo & Eddie)
- 1993 - Fit For A King (Tribute to Albert King)
- 1993 - Dodgin' The Dirt (Leslie West)
- 1994 - Your Filthy Little Mouth (David Lee Roth)
- 1996 - Perspective (Jason Becker)
- 2000 - Telling Stories (Tracy Chapman)
- 2002 - Let It Rain (Tracy Chapman)
- 2007 - À croire que c'était pour la vie (Henry Padovani)
- 2008 - Berlin: Live at St. Ann's Warehouse (Lou Reed)
- 2008 - Collection (Jason Becker)
- 2009 - Lollapalooza Live (Lou Reed)
- 2010 - Empty Spaces (Karen Ann Hunter) (Producer)
- 2011 - Welcome 2 My Nightmare (Alice Cooper)
- 2011 - Ghost on the Canvas (Glen Campbell)
- 2012 - No More Mr Nice Guy: Live (Alice Cooper)
- 2013 - In2ition (2Cellos)
- 2015 - Tommy! Tommy!! Tommy!!! (Tommy Henriksen)